# Neobakeria heterandra
Neobakeria heterandra là một loài thực vật có hoa trong họ Măng tây. Loài này được Leight. mô tả khoa học đầu tiên.